# Mannie Fresh
Mannie Fresh, właściwie Byron O. Thomas (ur. 20 marca 1969) – amerykański raper i producent muzyczny.

## Życiorys
Karierę rozpoczął od grania w klubach jako DJ. Pod koniec 1980 roku rozpoczął współpracę z Nowo Orleańskim raperem Gregory D. Swój pierwszy album pt Throwdown wydali w roku 1987, gdzie Fresh był producentem utworów, a Gregory rapował. Potem współpracowali jeszcze na dwóch albumach D Rules the Nation z 1989 i The Real Deal or No Deal z 1992 r. W 1993 roku Mannie poznał Bryana "Baby" Williamsa, który dał mu szansę bycia producentem w jego wytwórni Cash Money Records. Z pomocą Williamsa, Byron wyprodukował debiutancki album zespołu hip-hopowego Hot Boys. Kompozycja okazała się sukcesem, sprzedając się w ilości 300.000 egzemplarzy i debiutując na 37. miejscu notowania Top R&B/Hip-Hop Albums. W roku 1997 Mannie Fresh wraz z Williamsem założył grupę muzyczną Big Tymers, razem wydali pięć albumów.
W 2004 r. Mannie Fresh wydał swój debiutancki album pt The Mind of Mannie Fresh, który składał się z 30 utworów. Singlem promującym był utwór "Real Big", zadebiutował na 72. miejscu notowania Billboard Hot 100. Album zadebiutował na 47. miejscu notowania Billboard 200 i na 16. notowania Top R&B/Hip-Hop Albums. Z powodów finansowych w 2005 r. Fresh opuścił wytwórnię Cash Money i dołączył do Def Jam South. Dnia 27 października, 2009 r. ukazał się drugi studyjny album pt Return of the Ballin'. Jak przy poprzednich produkcjach, producentem jest sam Byron. Gościnnie wystąpili tacy goście jak Rick Ross czy Lil Jon.

## Dyskografia
Opracowano na podstawie źródła.
- The Mind of Mannie Fresh (2004)
- Return of the Ballin' (2009)